# La Couronne du berger
 (mai 2016).
La Couronne du berger (titre original : The Shepherd's Crown), paru en langue originale en 2015, traduit par Patrick Couton puis publié en France le 19 mai 2016 aux éditions L'Atalante, est le sixième volume indépendant de la série Les Annales du Disque-monde de Terry Pratchett. Publié après le décès de l'auteur, il est le dernier roman écrit par celui-ci. Sa fille a annoncé qu'aucune œuvre inachevée, ou nouvelle, ne sera autorisée.
La Couronne du berger a obtenu le prix Locus du meilleur roman pour jeunes adultes 2016.

## Personnages
- Tiphaine Patraque